# Krasnîi Kut
Krasnîi Kut (în ucraineană Красний Кут) este o așezare de tip urban din raionul Antrațît, regiunea Luhansk, Ucraina. În afara localității principale, nu cuprinde și alte sate.

## Demografie
Componența lingvistică a așezării de tip urban Krasnîi Kut
     Ucraineană (88,29%)
     Rusă (11,55%)
     Alte limbi (0,03%)
Conform recensământului din 2001, majoritatea populației așezării de tip urban Krasnîi Kut era vorbitoare de ucraineană (88,29%), existând în minoritate și vorbitori de rusă (11,55%).